# Baúl (mueble)

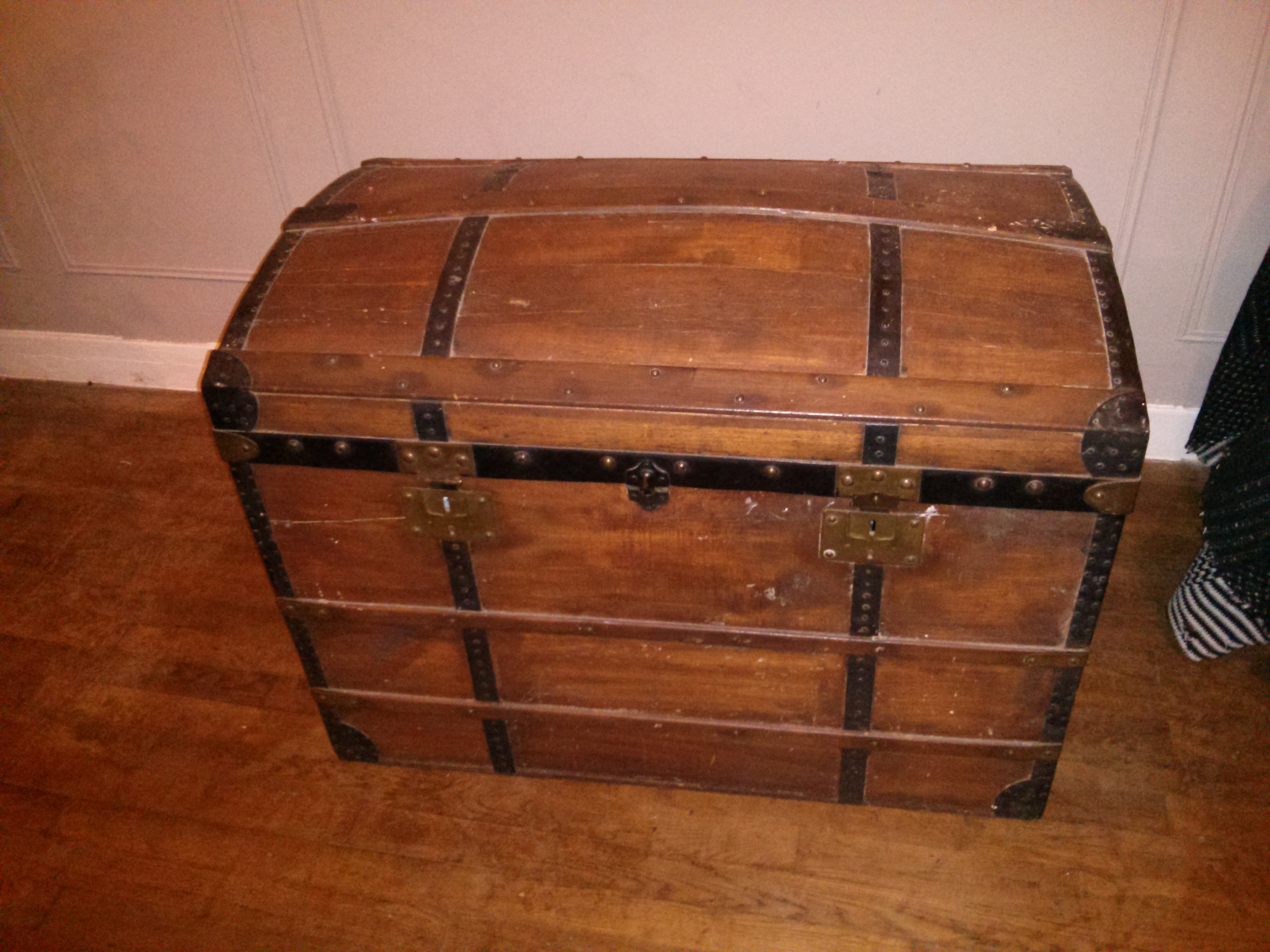
Baúl con cantoneras y cerraduras

Se llama baúl a un mueble semejante a un gran cofre, con la tapa generalmente convexa, que se utiliza para guardar ropa u otros enseres. Es habitual que los baúles protejan las esquinas de sus planos con cantoneras de hierro para evitar que se estropeen con los golpes. 
El baúl era el mueble doméstico más habitual en la Edad Media. Afectó al principio la forma de cofre sencillo adornado con cerraduras. Luego, en los siglos XIV y XV se decoró con tableros ricamente esculpidos y se elevó sobre cuatro pies. En ocasiones podía servir de banco. 
El artista que fabricaba baúles se denomina baulero.